# Canidelo (Vila Nova de Gaia)
Canidelo es una freguesia portuguesa del concelho de Vila Nova de Gaia, con 8,05 km² de superficie y 23.737 habitantes (2001). Su densidad de población es de 2 948,7 hab/km².